# L'Union catholique (Paris)
L'Union catholique est un quotidien français publié à Paris entre 1841 et 1843.

## Historique

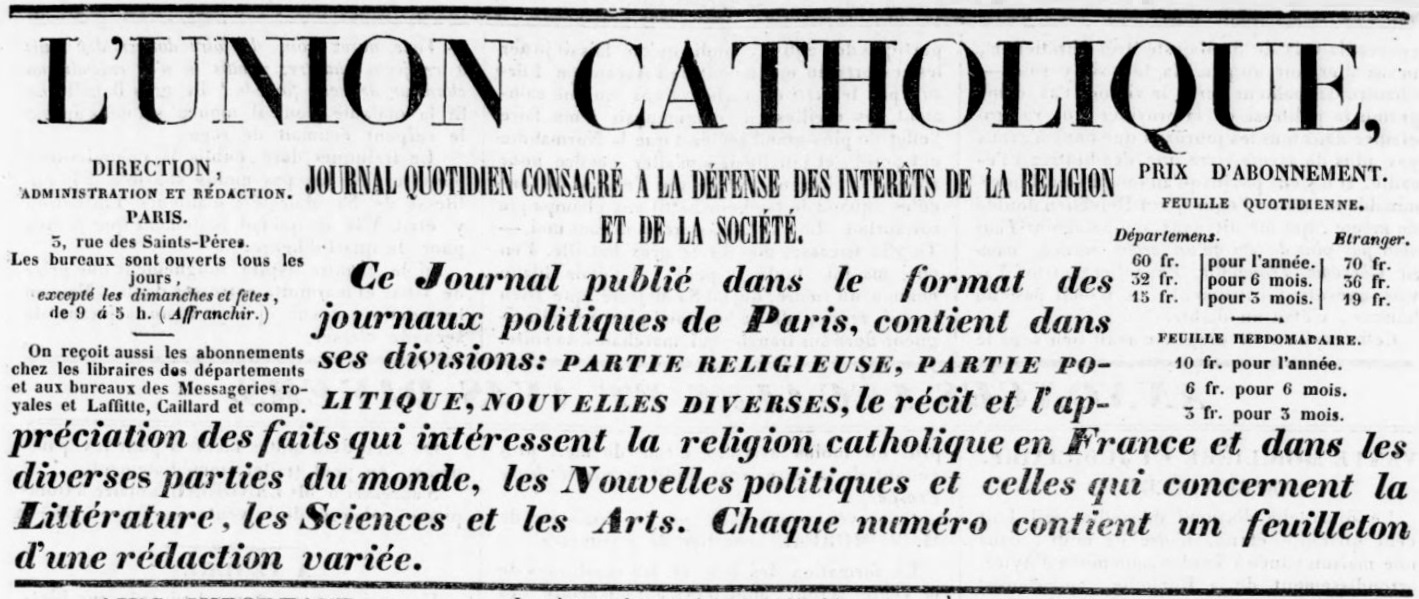
Publicité pour le journal (1841).

Le journal L'Union catholique a été fondé en 1841 par des catholiques légitimistes qui reprochaient à L'Univers de Louis Veuillot et aux amis de Charles de Montalembert de tolérer le régime de la Monarchie de Juillet.
Afin d'exploiter et de publier le journal, les statuts d'une société en commandite par actions furent établis le 16 juillet 1841. Elle fut définitivement constituée le 9 novembre 1841 par Alexandre-Guy-Charles Delavau, ou de Lavau (frère de l'ancien préfet de police Guy Delavau), qui confia la gérance du journal au colonel Jean-Baptiste-Marie Dubuat (ou du Buat). Le quotidien fut lancé quelques jours plus tard, le 15 novembre 1841.
Approuvée en 1842 par le pape Grégoire XVI par l'intermédiaire du cardinal Lambruschini, L'Union catholique était considérée par Sainte-Beuve comme un « journal rédigé par les Jésuites ».
N'ayant pas rencontré le succès, le journal fut finalement absorbé par L'Univers le 1er février 1843,. Les journalistes de L'Union catholique rejoignirent ainsi la rédaction de leur ancien concurrent, ce qui ne se fit pas sans éviter les mésententes. L'Univers accola à son titre celui de L'Union catholique jusqu'à la suppression du journal de Veuillot en janvier 1860.

## Collaborateurs notables
- Félix Dupanloup[1]
- Arthur de Gobineau[8]
- Guillaume Joseph Gabriel de La Landelle
- Alexandre de Lavau (d) (directeur)[1]
- Charles de Riancey[1]
- Henry de Riancey[1]